# 粗面
粗面是由小麦粉和水制成的直径较粗的面条。中國有兩種粗麵條，一种是上海本幫菜中的粗麵條，一般上海炒麵中的麵條比較粗 ，另一种是香港飲食中的粗麵條，此類麵條扁而宽， 而且外觀上看上去有些發黃，它是一種碱性面食。